# Norman Webster
Pour les articles homonymes, voir Webster.
Norman Eric Webster (né le 4 juin 1941 et mort le 19 novembre 2021) est un journaliste canadien ; un ancien rédacteur en chef du The Globe and Mail et The Gazette.
Né à Summerside, Île-du-Prince-Édouard, il fut éduqué au Bishop's College School et reçu son BA de l'Université Bishop's (Sherbrooke). Il reçut une Bourse Rhodes pour le St John's College à Oxford au Royaume-Uni. En 1962, il fait partie du groupe d'Oxford-Cambridge qui fait une tournée en Pologne et en Tchécoslovaquie et fut décerné comme membre administratif des sports à l'université pour le hockey sur glace en 1963 et 1964. Il eut une carrière distinguée comme correspondant à l'étranger, éditeur et chroniqueur.
En 1995, il devint membre de l'Ordre du Canada.